# البراء بن معرور
البـراء بن معرور من بني سَلِمة الأنصاري الخزرجي أحد النقباء أبو بشر، قال موسى بن عقبة عن الزهري: كان البراء بن معرور من النفر الذين بايعوا البيعة الثانية  بالعقبة وهو أول من بايع في قول ابن إسحاق، وأول من استقبل القبلة، وأول من أوصى بثلث ماله.

## نسبه
البـراء بن معرور بن صخر بن خنساء (وقيل خناس) بن سنان بن عبيد بن عدي بن غنم بن كعب بن سَلِمة بن سعد بن علي بن أسد بن ساردة (وقيل راشد) بن تزيد بن جشم بن الخزرج.

## بيعته
كان نقيب قومه بني سلمة، وكان أول من بايع ليلة العقبة الثانية ، فعن محمد بن سعد قال: «إن البراء أول من تكلم من النقباء ليلة العقبة حين لقي رسول الله ﷺ السبعون من الأنصار فبايعوه، وأخذ منهم النقباء فقام البراء، فحمد الله وأثنى عليه فقال: الحمد لله الذي أكرمنا بمحمد وحيانا به فكنا أول من أجاب لإاجبنا الله ورسوله وسمعنا وأطعنا يا معشر الأوس والخزرج، قد أكرمكم الله بدينه، فإن أخذتم السمع والطاعة والمؤازرة بالشكر فأطيعوا الله ورسوله ثم جلس .»
قال ابن حجر في الإصابة: «وكان أول من ضرب على يد رسول الله ﷺ البراء بن معرور.»

### موقفه في بيعة العقبة
قال في تلك البيعة: «يا أبا الفضل اسمع منا فسكت العباس بن عبد المطلب فقال البراء لك والله عندنا كتمان ما تحب أن نكتم وإظهار ما تحب أن نظهر وبذل مهج أنفسنا ورضا ربنا عنا إنا أهل حلقة وافرة وأهل منعة وعز وقد كنا على ما كنا عليه من عبادة حجر ونحن كذا فكيف بنا اليوم حين بصرنا الله ما أعمى على غيرنا وأيدنا بمحمد ﷺ ابسط يدك فكان أول من ضرب على يد رسول الله ﷺ.»

## وفاته
روى أن البراء بن معرور مات قبل الهجرة فوجه قبره إلى الكعبة وكان قد أوصى عليه يعني على قبره وكبر أربعاً، وعن أبي قتادة قال: «أن البراء بن معرور أوصى إلى النبي ﷺ بثلث ماله يصرفه حيث شاء فرده النبي {{ص}»}، وقال ابن إسحاق وغيره: «مات البراء بن معرور قبل قدوم النبي إلى المدينة بشهر.» 
تعديل مات بعد هجرة النبي ب16 شهر على الراجح
وتحولت القبلة يوم كان النبي يعزى زوجته أم بشر